# Le rose di Shell
Le rose di Shell (A Swift Pure Cry) è un romanzo dell'autrice britannica Siobhan Dowd, pubblicato per la prima volta nel 2006, esce in Italia nel 2016 per l'editore Uovonero. Il titolo originale è una citazione del celebre Ulisse di James Joyce.

## Trama
La protagonista del romanzo è una ragazza irlandese di quindici anni, Michelle Talent, da tutti chiamata Shell. A seguito della morte della madre, il padre di Shell diventa sempre più assente, si rifugia spesso nell'alcol e cerca ossessivamente conforto nella religione, arrivando persino a lasciare il lavoro per occuparsi a tempo pieno della raccolta di soldi per le iniziative della chiesa. Ciò costringe la famiglia a una condizione di povertà e la giovane ragazza a occuparsi della sorella e del fratello minore. Gli unici amici di Shell sono Bridie, la sua migliore amica, e Declan, un chierichetto poco più grande di lei.
Shell torna a frequentare la chiesa quando un nuovo prete arriva al villaggio. Il giovane Padre Rose, premuroso e spiccatamente gentile, aiuta Shell a ritrovare la fede scemata dopo la perdita della madre e le offre conforto e aiuto nella difficile situazione familiare.
Nello stesso tempo Shell inizia una relazione segreta con Declan ma alla fine il ragazzo decide di partire per l'America, lasciando Shell incinta. La ragazza riesce a nascondere la gravidanza a suo padre, ma poco prima del Natale, partorisce una bimba morta a cui dà il nome Rose, in onore di Padre Rose.
Nello stesso periodo un altro bambino viene trovato morto per ipotermia: Shell viene quindi sospettata di abbandono. Il caso scuote profondamente la cittadina in cui vive Shell e l'Irlanda intera, mentre la ragazza riesce a trovare conforto soltanto nell'aiuto di Padre Rose. Il prete è convinto che Shell abbia subito un incesto da suo padre, mentre l'intero villaggio crede che il padre del bambino sia Padre Rose stesso.
Si scopre alla fine che il bambino trovato morto era dell'amica di Shell, Bridie - anche lei rimasta incinta da Declan - che, impaurita disperata e sotto pressione, aveva deciso di abbandonare il bambino subito dopo il parto, facendolo morire di freddo e fame.
Il romanzo si conclude con Shell che torna a scuola e riprende una vita normale, mentre Padre Rose viene trasferito presso un'altra località a completare la sua formazione.

## Personaggi
Michelle "Shell" Talent: è la protagonista del romanzo. È una ragazza di quindici anni, intelligente anche se poco motivata; spesso critica del ruolo di suo padre nella famiglia, è religiosa e soffre molto per la mancanza della madre.
Trix: sorella minore di Shell, frequenta le scuole elementari. È una bambina dal carattere innocente e infantile, ama cantare e giocare, ma sa essere anche molto matura per la sua età.
Jimmy: fratello minore di Shell, ha nove anni e frequenta anche lui le scuole elementari. Ha ereditato dalla madre il talento musicale. Ha spesso un temperamento irritabile e irascibile e, come la sorella Trix, riesce a gestire bene le situazioni pericolose nonostante la sua età.
Signor Talent: padre di Shell. Uomo ragionevole e sensibile, subisce un drastico cambiamento a seguito della perdita della moglie. È molto religioso, ma essendo spesso sotto l'effetto dell'alcol, finisce per credere di essere il padre del figlio di Shell.
Padre Rose: nuovo prete della cittadina di Coolbar. Ha venticinque anni, un carattere amichevole e riservato. Gli abitanti della cittadina non si fidano completamente di lui, trovando il suo modo di insegnare "sospetto". Per questo motivo, inizialmente il suo rapporto con Shell è teso e difficile.
Bridie: migliore amica di Shell. Considerata una ribelle, Bridie è esclusa dai suoi coetanei e nella scuola. Fuma e ha l'abitudine di rubare dai negozi del villaggio; ha una relazione con Declan, del quale resta incinta come l'amica Shell.
Declan: chierichetto di poco più grande di Shell con la quale inizia una relazione. È un ragazzo affascinante e seducente, giocoso ed allegro, abile nello scrivere brevi poesie. Dopo una relazione segreta di diversi mesi con Shell, in parallelo con una relazione con l'amica Bridie, decide di partire per l'America abbandonandole e lasciandole entrambe incinte. Saltuariamente si ricorda di Shell e le invia delle lettere.
Rose: figlia nata morta di Shell e Declan. Viene chiamata Rose in onore di Padre Rose.

## Ispirazione
Stando al sito dell'autrice, Le rose di Shell è stato ispirato da due diversi fatti di cronaca accaduti in Irlanda: il caso di Anne Lovett, ragazza di 15 anni che morì di parto nel 1984 per mancato aiuto e assistenza, e il caso noto come Kerry Babies case. Quest'ultimo coinvolse una ragazza di circa vent'anni, madre di un bambino trovato pugnalato a morte che si vociferava fosse nato da una relazione adultera con un uomo sposato. Come nel romanzo, si diffusero opinioni contrastanti sul fatto che la donna fosse realmente l'assassina del proprio figlio e, in caso contrario, a chi il neonato appartenesse.

## Premi
- Ellìs Dillon Award
- Branford Boase Award
- Sheffield Children's Book Award
- Selezionato per la Carnegie Medal, 2007
- Selezionato per il Booktrust Teenage Prize e per il Waterstone's Children's Book Prize, 2006